# Фанерник
Фанерник — посёлок в Костромском районе Костромской области. Входит в состав Никольского сельского поселения.

## География
Посёлок находится в юго-западной части Костромской области, на железнодорожной линии Кострома — Галич, на расстоянии приблизительно 4 км (по прямой) к северо-востоку от станции Кострома-Новая.

### Часовой пояс
Посёлок Фанерник, как и вся Костромская область, находится в часовой зоне МСК (московское время). Смещение применяемого времени относительно UTC составляет +3:00.

## Население
| 2008 | 2010  | 2014  |
| ---- | ----- | ----- |
| 1215 | ↗1222 | ↘1205 |

### Национальный состав
Согласно результатам переписи 2002 года, в национальной структуре населения русские составляли 94 % из 1267 чел.

## Улицы
- ул. Восточная,
- ул. Геофизиков,
- ул. Калашникова,
- ул. Центральная.

## Инфраструктура
В посёлке располагается производственный филиал «Костромагазгеофизика», в котором работает более трёхсот сотрудников, а также торговый центр «Оптовик».